# Матчи сборной Москвы по футболу (1940)
Сезон 1940 года года стал 34-м в истории сборной Москвы по футболу.
В нем сборная провела 2 официальных матча — оба междугородние товарищеские — и 3 неофициальных.

## Классификация матчей
По установившейся в отечественной футбольной истории традиции официальными принято считать матчи первой сборной с эквивалентным по статусу соперником (сборные городов, а также регионов и республик); матчи с клубами Москвы и других городов составляют отдельную категорию матчей.
Международные матчи также разделяются на две категории: матчи с соперниками топ-уровня (в составах которых выступали футболисты, входящие в национальные сборные либо выступающие в чемпионатах (лигах) высшего соревновательного уровня своих стран — как профессионалы, так и любители) и (начиная с 1920-х годов) международные матчи с так называемыми «рабочими» командами (состоявшими, как правило, из любителей невысокого уровня).

## Статистика сезона
| 1940           |                                 |     |
| Н (1)          | Москва — «Торпедо» Москва       | 6:3 |
| МГ 99          | Москва — Ленинград              | 1:1 |
| Н (2)          | Москва — «Трактор» Сталинград   | 6:0 |
| МГ 100         | Москва — Киев                   | 2:1 |
| Н (3)          | Москва (мол) — «Спартак» Москва | 0:3 |
| Итого          |                                 |     |
| И В Н П М      |                                 |     |
| 2 1 0 3 − 2    |                                 |     |
| 3 2 0 1 12 − 6 |                                 |     |

## Официальные матчи

### 177. Москва — Ленинград — 1:1
Междугородний товарищеский матч 99 (отчет ).

| Москва       | 1:1 | Ленинград         |
| ------------ | --- | ----------------- |
| - Якушин 56′ |     | - 66′ А.И.Фёдоров |

| Игрок                 | Клуб        |     | Вышел на замену | Гол  |
| --------------------- | ----------- | --- | --------------- | ---- |
| Акимов, Анатолий      | «Спартак»   | 46' | 5               | (-3) |
|                       |             |     |                 |      |
| Соколов, Виктор       | «Спартак»   |     | 7               |      |
| Кочетков, Иван        | «Торпедо»   |     | 1               |      |
| Соколов, Василий      | «Спартак»   |     | 5               |      |
|                       |             |     |                 |      |
| Лапшин, Алексей       | «Динамо»    |     | 25              | 4    |
| Виноградов, Александр | ЦДКА        | 46' | 1               |      |
|                       |             |     |                 |      |
| Глазков, Георгий      | «Спартак»   | 46' | 1               |      |
| Карцев, Василий       | «Локомотив» | 46' | 1               |      |
| Соловьев, Сергей      | «Динамо»    |     | 1               |      |
| Якушин, Михаил        | «Динамо»    | Гол | 26              | 17   |
| Федотов, Григорий     | ЦДКА        |     | 6               | 7    |
| Замены                |             |     |                 |      |
| Кочетов, Борис        | «Торпедо»   | 46' | 2               | (-1) |
| Ильин, Николай        | «Локомотив» | 46' | 7               |      |
| Гринин, Алексей       | ЦДКА        | 46' | 2               |      |
| Капелькин, Сергей     | ЦДКА        | 46' | 3               |      |

| Ленинград   |     |
| ----------- | --- |
| Набутов     |     |
|             |     |
| В.Бодров    |     |
| П.Забелин   |     |
| П.Сычев     |     |
|             |     |
| Орешкин     |     |
| А.Зябликов  |     |
|             |     |
| Сазонов     |     |
| А.И.Федоров | Гол |
| Алов        |     |
| В.Шелагин   |     |
| Лотков      |     |

### 178. Москва — Киев — 2:1
Междугородний товарищеский матч 100 — День физкультурника (отчет ).

| Москва                        | 2:1 | Киев                    |
| ----------------------------- | --- | ----------------------- |
| - Глазков (1)′ - Федотов (2)′ |     | - (3)′ (пен.) П.Комаров |

| Игрок                  | Клуб        |                | Вышел на замену | Гол  |
| ---------------------- | ----------- | -------------- | --------------- | ---- |
| Акимов, Анатолий       | «Спартак»   | Серебряный гол | 6               | (-4) |
|                        |             |                |                 |      |
| Соколов, Виктор        | «Спартак»   |                | 8               |      |
| Лясковский, Константин | ЦДКА        |                | 5               |      |
| Соколов, Василий       | «Спартак»   |                | 6               |      |
|                        |             |                |                 |      |
| Малинин, Константин    | «Спартак»   |                | 2               |      |
| Ильин, Николай         | «Локомотив» | 46'            | 8               |      |
|                        |             |                |                 |      |
| Глазков, Георгий       | «Спартак»   | Гол            | 2               | 1    |
| Капелькин, Сергей      | ЦДКА        |                | 4               |      |
| Федотов, Григорий      | ЦДКА        | Гол            | 7               | 8    |
| Соколов, Алексей       | «Спартак»   |                | 2               |      |
| Корнилов, Павел        | «Спартак»   |                | 2               |      |
| Замена                 |             |                |                 |      |
| Виноградов, Александр  | ЦДКА        | 46'            | 2               |      |

| Киев      |     |
| --------- | --- |
| Трусевич  |     |
|           |     |
| Махиня    |     |
| А.Фесенко |     |
| Клименко  |     |
|           |     |
| Афанасьев |     |
| Францев   |     |
|           |     |
| Н.Балакин |     |
| Лайко     |     |
| П.Комаров | Гол |
| Щегоцкий  |     |
| Шацкий    |     |

## Неофициальные матчи
1. Контрольный матч
| 29 июн Неоф (1) | Москва | 6:3 | «Торпедо» Москва                                             | «Динамо», Москва                     |
| | - Ремин 5′ (авт.) - Якушин 7′ - Малинин 40′ (пен.) - П.Корнилов (4:2)′ - С.Соловьев (5:2)′ - Палыска (6:2)′ |     | - 31′ Жарков - ~50′ (пен.) П.Петров - (6:3)′ (пен.) Кочетков | Зрителей: 25 000 Судья: Б.Стрепихеев |
| Москва: Фокин - Вик.Соколов, Лясковский, Вас.Соколов - Малинин, А.Виноградов - Гринин, Якушин, Федотов, Н.Дементьев, С.Соловьев (замены — П.Корнилов, Палыска) «Торпедо» Москва: Кочетов - ...Рёмин, Поляков, Кочетков, Каричев, Жарков, П.Петров... | |     |                                                              |                                      |

2. Контрольный матч
| 18 июл Неоф (2) | Москва                             | 6:0 | «Трактор» Сталинград | Москва        |
| | - Федотов - Капелькин - П.Корнилов |     |                      | Судья: 10 000 |
| Москва: Акимов - Лясковский, Ан.Старостин, Вас.Соколов - Малинин, Н.Ильин - С.Соловьев, Капелькин, Федотов, Ал.Соколов, П.Корнилов |                                    |     |                      |               |

3. Контрольный матч
| 11 сен Неоф (3) | Москва (мол) | 0:3 | «Спартак» Москва                  | «Динамо», Москва |
|                 |              |     | - ~25′ П.Корнилов - 43′ В.Семёнов |                  |

## Комментарии
1. ↑  К.Есенин указывал для сборной Москвы только междугородние и международные матчи[1].
2. ↑  Г.Калянов предложил разделение матчей на официальные и товарищеские (для сборной Москвы)[2].
3. ↑  Имеется в виду сборная сильнейшего состава без формальных ограничений — в отличие от второй, третьей и т. д. (дублёров), а также ведомственных (например, сборной профсоюзов или военного ведомства).
4. ↑  Регионы бывшей РСФСР — например, сборная Северного Кавказа; республики бывшего СССР — например, сборная Украинской ССР.

### Периодика
- «Красный спорт» Москва 1939. НЭБ — rusneb.ru.
- «Вечерняя Москва» 1938. Библиотека им.Н.А.Некрасова — electro.nekrasovka.ru.